# Bâillonnés
 (avril 2017).
Si vous disposez d'ouvrages ou d'articles de référence ou si vous connaissez des sites web de qualité traitant du thème abordé ici, merci de compléter l'article en donnant les références utiles à sa vérifiabilité et en les liant à la section « Notes et références ».
Albums de Absolute
Fulgurotongue
(2009)
Bâillonnés est le premier album du groupe de metal-fusion français Absolute, sorti en 2002.

## Liste des titres
| 1.    | Gentech Corporation      | 2:30 |
| 2.    | Mashuptaracedeworker     | 4:28 |
| 3.    | Alone                    | 4:30 |
| 4.    | Bâillonnés               | 5:17 |
| 5.    | 16 Times                 | 3:12 |
| 6.    | Jail'O'Man               | 4:41 |
| 7.    | Les Canards de la haine  | 0:44 |
| 8.    | Le Bizou Della Muerte    | 7:24 |
| 9.    | Rat Spy Killer           | 7:04 |
| 10.   | Introduczion             | 1:08 |
| 11.   | Zion                     | 3:24 |
| 12.   | [sans titre]             | 0:06 |
| 13.   | Esperanza (Hope to Sell) | 5:32 |
| 14.   | Adamanthium              | 2:06 |
| 15.   | Science de la rue        | 0:57 |
| 16.   | Majestica                | 6:59 |
| 60:03 |                          |      |